# Kad Miki kaže da se boji
Kad Miki kaže da se boji je hrvatski dokumentarni film o likovima iz pjesama grupe Azra. Ime je dobio po istoimenoj pjesmi koju u originalu izvodi Parni valjak (kasnije Azra) na glazbu i tekst Štulića, koji je bio privremeni član. Film je objavljen 2005. godine. 

## Opis filma
Mirna, Čera, Kipo, Suzy F, Maja Prišt, Gracija, Miki, Jablan samo su neki od protagonista legendarnih pjesama Branimira Johnnyja Štulića. Dokumentarni film 'Kad Miki kaže da se boji' približava nam urbani svijet Štulićevih stihova kroz razgovor s ovim ljudima sa zagrebačkog asfalta, ali i objašnjava društveno-političke prilike unatoč načinu na koji su ti stihovi nastajali i intimne životne prilike autora koji ih je napisao još jednom dokazujući da je najveći rock pjesnik ovih prostora onaj koji je doista opjevao život kakav je živio.
Redateljica Ines Pletikos objašnjava kako je Branimir Štulić dobio nadimak Johnny, kako je i zašto osnovao bend Azra, govori o pravim razlozima razlaza Štulića i Jure Stublića, koji je 1979. bio pjevač Azre.

## Zanimljivosti
Filmska ekipa i novinari magazina Gloria posjetili su samog Štulića u Nizozemskoj.